# Michael Tritscher
Michael Tritscher (n. 6 noiembrie 1965, Schladming⁠(d), Stiria, Austria) este un schior alpin ce a reprezentat Austria, medaliat olimpic. A participat la o ediție a Jocurilor Olimpice (1992) în care a câștigat o medalie de bronz.

## Participări
Lista de mai jos prezintă principalele competiții la care a participat Michael Tritscher de-a lungul carierei.
- alpine skiing at the 1992 Winter Olympics – men's slalom[*]